# Macaridion
Macaridion là một chi nhện trong họ Theridiidae.